# Campeonato Mundial de Judô de 2022
O Campeonato Mundial de Judô de 2022 foi a 34ª edição do evento, sendo realizado no Ice Dome Tashkent, em Tasquente, no Uzbequistão, entre 6 a 13 de outubro de 2022. Participaram do torneio 571 judocas de 82 nacionalidades distribuídos em 15 categorias.

## Agenda de eventos
Todos os horários são locais (UTC+5).
| Data          | Hora  | Evento             |
| ------------- | ----- | ------------------ |
| 6 de outubro  | 10:30 | Masculino − 60 kg  |
| 6 de outubro  | 10:30 | Feminino − 48 kg   |
| 7 de outubro  | 10:30 | Masculino − 66 kg  |
| 7 de outubro  | 10:30 | Feminino − 52 kg   |
| 8 de outubro  | 10:00 | Masculino − 73 kg  |
| 8 de outubro  | 10:00 | Feminino − 57 kg   |
| 9 de outubro  | 10:00 | Masculino − 81 kg  |
| 9 de outubro  | 10:00 | Feminino − 63 kg   |
| 10 de outubro | 10:00 | Masculino − 90 kg  |
| 10 de outubro | 10:00 | Feminino − 70 kg   |
| 11 de outubro | 11:00 | Masculino − 100 kg |
| 11 de outubro | 11:00 | Feminino − 78 kg   |
| 12 de outubro | 11:00 | Masculino + 100 kg |
| 12 de outubro | 11:00 | Feminino + 78 kg   |
| 13 de outubro | 09:30 | Equipe mista       |

## Premiação
A distribuição de prêmios se deu da seguinte maneira.
| Colocação         |         | Individual | Individual | Individual |         | Equipe mista | Equipe mista | Equipe mista |
| Colocação         | Total   | Judoca     | Treinador  | Total      | Judoca  | Treinador    |              |              |
| Medalha de ouro   | €26,000 | €20,800    | €5,200     | €90,000    | €72,000 | €18,000      |              |              |
| Medalha de prata  | €15,000 | €12,000    | €3,000     | €60,000    | €48,000 | €12,000      |              |              |
| Medalha de bronze | €8,000  | €6,400     | €1,600     | €25,000    | €20,000 | €5,000       |              |              |

## Medalhistas
Esses foram os medalhistas do campeonato. 

### Masculino
| Evento                        | Ouro                                | Prata                          | Bronze                         |
| ----------------------------- | ----------------------------------- | ------------------------------ | ------------------------------ |
| Ligeiro (60 kg) detalhes      | Naohisa Takato · Japão              | Enkhtaivany Ariunbold Mongólia | Yeldos Smetov · Cazaquistão    |
| Ligeiro (60 kg) detalhes      | Naohisa Takato · Japão              | Enkhtaivany Ariunbold Mongólia | Yang Yung-wei · Taipé Chinesa  |
| Meio leve (66 kg) detalhes    | Hifumi Abe · Japão                  | Joshiro Maruyama · Japão       | An Ba-ul Coreia do Sul         |
| Meio leve (66 kg) detalhes    | Hifumi Abe · Japão                  | Joshiro Maruyama · Japão       | Denis Vieru · Moldávia         |
| Leve (73 kg) detalhes         | Tsend-Ochiryn Tsogtbaatar Mongólia  | Soichi Hashimoto · Japão       | Daniel Cargnin · Brasil        |
| Leve (73 kg) detalhes         | Tsend-Ochiryn Tsogtbaatar Mongólia  | Soichi Hashimoto · Japão       | Hidayet Heydarov · Azerbaijão  |
| Meio médio (81 kg) detalhes   | Tato Grigalashvili · Geórgia        | Matthias Casse · Bélgica       | Takanori Nagase · Japão        |
| Meio médio (81 kg) detalhes   | Tato Grigalashvili · Geórgia        | Matthias Casse · Bélgica       | Shamil Borchashvili · Áustria  |
| Médio (90 kg) detalhes        | Davlat Bobonov · Uzbequistão        | Christian Parlati · Itália     | Luka Maisuradze · Geórgia      |
| Médio (90 kg) detalhes        | Davlat Bobonov · Uzbequistão        | Christian Parlati · Itália     | Lasha Bekauri · Geórgia        |
| Meio pesado (100 kg) detalhes | Muzaffarbek Turoboyev · Uzbequistão | Kyle Reyes · Canadá            | Michael Korrel · Países Baixos |
| Meio pesado (100 kg) detalhes | Muzaffarbek Turoboyev · Uzbequistão | Kyle Reyes · Canadá            | Zelym Kotsoiev · Azerbaijão    |
| Pesado (+100 kg) detalhes     | Andy Granda · Cuba                  | Tatsuru Saito · Japão          | Guram Tushishvili · Geórgia    |
| Pesado (+100 kg) detalhes     | Andy Granda · Cuba                  | Tatsuru Saito · Japão          | Kim Min-jong Coreia do Sul     |

### Feminino
| Evento                        | Ouro                    | Prata                                | Bronze                               |
| ----------------------------- | ----------------------- | ------------------------------------ | ------------------------------------ |
| Ligeiro (48 kg) detalhes      | Natsumi Tsunoda · Japão | Katharina Menz · Alemanha            | Assunta Scutto · Itália              |
| Ligeiro (48 kg) detalhes      | Natsumi Tsunoda · Japão | Katharina Menz · Alemanha            | Abiba Abuzhakynova · Cazaquistão     |
| Meio leve (52 kg) detalhes    | Uta Abe · Japão         | Chelsie Giles · Reino Unido          | Distria Krasniqi · Kosovo            |
| Meio leve (52 kg) detalhes    | Uta Abe · Japão         | Chelsie Giles · Reino Unido          | Amandine Buchard · França            |
| Leve (57 kg) detalhes         | Rafaela Silva · Brasil  | Haruka Funakubo · Japão              | Jessica Klimkait · Canadá            |
| Leve (57 kg) detalhes         | Rafaela Silva · Brasil  | Haruka Funakubo · Japão              | Lkhagvatogoogiin Enkhriilen Mongólia |
| Meio médio (63 kg) detalhes   | Megumi Horikawa · Japão | Catherine Beauchemin-Pinard · Canadá | Manon Deketer · França               |
| Meio médio (63 kg) detalhes   | Megumi Horikawa · Japão | Catherine Beauchemin-Pinard · Canadá | Bárbara Timo · Portugal              |
| Médio (70 kg) detalhes        | Barbara Matić · Croácia | Lara Cvjetko · Croácia               | Saki Niizoe · Japão                  |
| Médio (70 kg) detalhes        | Barbara Matić · Croácia | Lara Cvjetko · Croácia               | Sanne van Dijke · Países Baixos      |
| Meio pesado (78 kg)g detalhes | Mayra Aguiar · Brasil   | Ma Zhenzhao · China                  | Yelyzaveta Lytvynenko · Ucrânia      |
| Meio pesado (78 kg)g detalhes | Mayra Aguiar · Brasil   | Ma Zhenzhao · China                  | Beata Pacut-Kloczko · Polónia        |
| Pesado (+78 kg) detalhes      | Romane Dicko · França   | Beatriz Souza · Brasil               | Wakaba Tomita · Japão                |
| Pesado (+78 kg) detalhes      | Romane Dicko · França   | Beatriz Souza · Brasil               | Julia Tolofua · França               |

### Equipe mista
| Evento                | Ouro | Prata | Bronze |
| --------------------- | --- | --- | --- |
| Equipe mista detalhes | Japão · Haruka Funakubo · Kenshi Harada · Soichi Hashimoto · Megumi Horikawa · Kosuke Mashiyama · Saki Niizoe · Hyōga Ōta · Tatsuru Saito · Goki Tajima · Ruri Takahashi · Momo Tamaoki · Wakaba Tomita | França · Benjamin Axus · Amandine Buchard · Sarah-Léonie Cysique · Romane Dicko · Joan-Benjamin Gaba · Marie-Ève Gahié · Kenny Liveze · Alexis Mathieu · Aleksa Mitrovic · Margaux Pinot · Joseph Terhec · Julia Tolofua | Alemanha · Alina Böhm · Miriam Butkereit · Johannes Frey · Alexander Gabler · Sarah Mäkelburg · Dominic Ressel · Jonas Schreiber · Pauline Starke · Eduard Trippel · Anna-Maria Wagner · Igor Wandtke · Jana Ziegler |
| Equipe mista detalhes | Japão · Haruka Funakubo · Kenshi Harada · Soichi Hashimoto · Megumi Horikawa · Kosuke Mashiyama · Saki Niizoe · Hyōga Ōta · Tatsuru Saito · Goki Tajima · Ruri Takahashi · Momo Tamaoki · Wakaba Tomita | França · Benjamin Axus · Amandine Buchard · Sarah-Léonie Cysique · Romane Dicko · Joan-Benjamin Gaba · Marie-Ève Gahié · Kenny Liveze · Alexis Mathieu · Aleksa Mitrovic · Margaux Pinot · Joseph Terhec · Julia Tolofua | Israel · Tal Flicker · Maya Goshen · Guy Gurevitch · Raz Hershko · Serafim Kompaniez · Inbar Lanir · Ido Levin · Sagi Muki · Timna Nelson-Levy · Peter Paltchik · Gefen Primo · Gili Sharir                          |

## Quadro de medalhas
| Ordem | País          | Medalha de ouro | Medalha de prata | Medalha de bronze | Total |
| ----- | ------------- | --------------- | ---------------- | ----------------- | ----- |
| 1     | Japão         | 6               | 4                | 3                 | 13    |
| 2     | Brasil        | 2               | 1                | 1                 | 4     |
| 3     | Uzbequistão   | 2               | 0                | 0                 | 2     |
| 4     | França        | 1               | 1                | 3                 | 5     |
| 5     | Mongólia      | 1               | 1                | 1                 | 3     |
| 6     | Croácia       | 1               | 1                | 0                 | 2     |
| 7     | Geórgia       | 1               | 0                | 3                 | 4     |
| 8     | Cuba          | 1               | 0                | 0                 | 1     |
| 9     | Canadá        | 0               | 2                | 1                 | 3     |
| 10    | Alemanha      | 0               | 1                | 1                 | 2     |
| 10    | Itália        | 0               | 1                | 1                 | 2     |
| 12    | Bélgica       | 0               | 1                | 0                 | 1     |
| 12    | China         | 0               | 1                | 0                 | 1     |
| 12    | Reino Unido   | 0               | 1                | 0                 | 1     |
| 15    | Azerbaijão    | 0               | 0                | 2                 | 2     |
| 15    | Cazaquistão   | 0               | 0                | 2                 | 2     |
| 15    | Países Baixos | 0               | 0                | 2                 | 2     |
| 15    | Coreia do Sul | 0               | 0                | 2                 | 2     |
| 19    | Áustria       | 0               | 0                | 1                 | 1     |
| 19    | Taipé Chinesa | 0               | 0                | 1                 | 1     |
| 19    | Israel        | 0               | 0                | 1                 | 1     |
| 19    | Kosovo        | 0               | 0                | 1                 | 1     |
| 19    | Moldávia      | 0               | 0                | 1                 | 1     |
| 19    | Polónia       | 0               | 0                | 1                 | 1     |
| 19    | Portugal      | 0               | 0                | 1                 | 1     |
| 19    | Ucrânia       | 0               | 0                | 1                 | 1     |
| Total | Total         | 15              | 15               | 30                | 60    |